# Шавручей
Шавручей — ручей в России, протекает по территории Алмозерского сельского поселения Вытегорского района Вологодской области. Длина ручья — 10 км, площадь водосборного бассейна — 45,6 км².

## Физико-географическая характеристика
Ручей берёт начало из болота без названия и далее течёт преимущественно в северном направлении по частично заболоченной местности.
Устье ручья находится в 1 км по правому берегу реки Талицы, притока реки Вытегры, впадающей в Онежское озеро.
Населённые пункты на ручье отсутствуют.
Код объекта в государственном водном реестре — 01040100512202000017589.